# Реквизит
Реквизит (от на латински: requisitum търсено, необходимо) е термин с различни значения.
- В сценографията това е съвкупност от оригинални или бутафорни предмети за театрално (или друго) представление. Помага на зрителя да почувства обстановката на времето и мястото на действието.

- В съвременно значение се използва разширено и за обозначаване на всякакви предмети, необходими за представленията в цирка, при заснемане на кинофилми, концерти и пр.[1]
- Още по-разширено означава елементи на документ, изисквани за признаването му за юридически действителен. Реквизитът е елементарна съставна част на информационната съвкупност, неподлежаща на разчленяване. Тя е неразделна характеристика на документа.